# Голова Європейського центрального банку
Голова Європейського центрального банку — керівна посада в Європейському центральному банку — установі, відповідальній за кредитно-грошову політику Єврозони та управління євро.

## Роль і призначення
Президент очолює Виконавчу раду, Керуючу раду та Генеральну раду Європейського Центрального Банку. Він також представляє банк за кордоном, наприклад, в G20. Президент призначається на посаду більшістю в Європейській раді країнами, які приєнались до зони євро, на 8-річний термін без права переобрання. Однак перший президент, Вім Дейсенберг, не відбув повний термін.

## Історія

### За головуванняВіма Дейсенберга
Вім Дейсенберг був діючим президентом Європейського валютного інституту в той час, коли ЄВІ трансформувався в Європейський центральний банк 1 червня 1998 року, незадовго до введення євро. Таким чином Дейсенберг став першим президентом ЄЦБ.
Згідно французького застереження до договору про Єврозону, Дейсенберг мав відбути 4 роки з 8 річного терміну повноважень. Його наступником мав стати француз Жан-Клод Тріше. Дейсенберг рішуче заперечував проти такої угоди, та у лютому 2002 року заявив, що пробуде на посаді до свого 68 дня народження 9 липня 2003 року.
У той же час з Жана-Клода Тріше не були знятті звинувачення, у зв'язку з чим він не мав можливості заступити Дейсенберга на посаді. Тріше зміг заступити на посаду лише 1 листопада 2003 року.
Вім Дейсенберг помер 31 липня 2005 року.

### За головуванняЖана-Клода Тріше
Тріше став головою Європейського центрального банку у 2003 році. На період його головування припадає Європейська криза суверенного боргу. Під час свого перебування на посаді, Тріше піддавався критики з боку Президента Франції Ніколя Саркозі, який вимагав зростання впливу політичних діячів на політику ЄЦБ. Німеччина, навпаки, підтримала Тріше, вимагаючи незалежності банку
Тим не менш, він також піддав критиці за купівлю облігацій держав-членів Єврозони під-час кризи. Члени правління ЄЦБ Аксель Ввебер та Юрген Старк пішли у відставку на знак протесту проти цієї політики. Економіст Міжнародного валютного фонду Пау Рабаналь стверджував, що Тріше:
| Ліві лапки | ...не тільки дотримується експансіоністської грошово-кредитної політики, а навіть пожертвував інфляції ЄЦБ заради більшого економічного зростання та створення нових робочих місць, а не навпаки. | Праві лапки |

Крім того він зберіг контрольовану процентну ставку і дотримувався політики стабілізації цін більше, ніж Бундестаг ФРН до введеня євро на території Німеччини.
Під-час свого остаточного виступу в Європарламенті (35-й виступ в Європарламенті за час його перебування на посаді), Тріше закликав до більшої політичної єдності, в тому числі збільшення повноважень ЄЦБ, створення виконавчої влади з європейським Міністерством фінансів і великими повноваженнями нагляду для Європейського парламенту. Він також стверджував, що роль Європейського Центрального Банку у підтримці цінової стабільності під-час фінансової кризи і зростання цін на нафту не слід випускати з уваги. Відповідаючи на запитання одного з німецьких євродепутатів стосовно купівлі облігацій він відповів:
| Ліві лапки | ... По-перше, ми були покликані забезпечити стабільність цін! ... Ми створили цінову стабільность в перші 12-13 років євро! Бездоганно! Я б дуже хотів почути привітання для всієї установи, яка стабілізувала ціни у Німеччині протягом майже 13 років за річної інфляції 1,55 %. Цей показник краще, ніж коли-небудь в цій країні протягом останніх 50 років. Отже, моє перше зауваження полягає в наступному: у нас є програма, і ми виконуємо свої повноваження! | Праві лапки |

### За головуванняМаріо Драґі
Хоча Аксель Вебер був одним з найвірогідніших наступників Тріше, він пішов з ЄЦБ на знак протесту проти політики порятунку країн під-час кризи. Маріо Драґі був обраний головою Європейського центрального банку 24 червня 2011 року і заступив до виконання повноважень 1 листопада 2011 року.

### За головуванняКрістін Лагард
З 1 листопада 2019, головою ЄЦБ стала Крістін Лагард.

## Список голів та віце-голів Європейського центрального банку

### Голови ЄЦБ
| # | Портер | Голова         | Країна     | Початок повноважень   | Кінець повноважень  |
| - | --- | -------------- | ---------- | --------------------- | ------------------- |
| 1 | | Вім Дейсенберг | Нідерланди | 1 червня 1998         | 31 жовтня 2003      |
| 1 | Екс-міністр фінансів Нідерландів, колишній голова Нідерландського банку та Європейського валютного інституту | Вім Дейсенберг |            |                       |                     |
| 2 | | Жан-Клод Тріше | Франція    | 1 листопада 2003 року | 31 жовтня 2011 року |
| 2 | Екс-член «групи тридцяти» та колишній голова Банку Франції                                                   | Жан-Клод Тріше |            |                       |                     |
| 3 | | Маріо Драґі    | Італія     | 1 листопада 2011      | 1 листопада 2019    |
| 3 | Колишній керуючий директор Goldman Sachs та виконавчий директор Світового банку.                             | Маріо Драґі    |            |                       |                     |
| 4 | | Крістін Лагард | Франція    | 1 листопада 2019      | На посаді           |
| 4 | Колишня директор–розпорядник МВФ, екс-міністр еокономіки та фінансів Франції.                                | Крістін Лагард |            |                       |                     |

### Віце-голови
| Віце-голова | Віце-голова      | Країна                                                                                 | Початок повноважень | Кінець повноважень  |
| ----------- | ---------------- | -------------------------------------------------------------------------------------- | ------------------- | ------------------- |
| 1           | Крістіан Ноєр    | Франція                                                                                | 1 червня 1998 року  | 31 травня 2002      |
| 1           | Крістіан Ноєр    | Екс-голова казначейства міністерства фінансів Франції                                  |                     |                     |
| 2           | Лукас Пападімос  | Греція                                                                                 | 1 червня 2002 року  | 31 травня 2010 року |
| 2           | Лукас Пападімос  | Екс-головний економіст Федерального резерву Бостона та головний економіст банку Греції |                     |                     |
| 3           | Віктор Контансіо | Португалія                                                                             | 1 травня 2010 року  | На посаді           |
| 3           | Віктор Контансіо | Екс-генеральний секретар Соціалістичної парітї Португалії та голова Банку Португалії.  |                     |                     |